# Konsorten TM
Konsorten TM sind eine „Elektro-Rock“-Band aus Wien, Österreich.

## Biografie
Hervorgehend aus der Rave- und Technoszene der 90er startete der Multiinstrumentalist und Songwriter Peter Zirbs im Jahr 1997 gemeinsam mit Techno-DJ Charly „Speedio“ Grafeneder eine Art elektronische Klangexpedition in Wien. 1998 präsentierte das damalige Duo das noch inoffizielle und experimentelle Album „Sod“. Nach einem Major-Signing im Jahr 2001 (EMI) wechselten Konsorten TM 2002 wieder zu einem Indie-Label und landeten mit dem Song lang_auf auf dem Österreichischen Alternative-Sender FM4 einen Airplay-Hit. Nebenbei konzentrierten sich Zirbs und Grafeneder auf Kompositionsarbeiten für internationale Kunstfilme – die Streifen Established, Masses und Haiku Who von Auge Animated wurden weltweit bei über 30 einschlägigen Filmfestivals aufgeführt. Außerdem produzierte das Duo den Soundtrack für den Film Großglocknerliebe (Bayerischer Rundfunk).
Im Jahr 2005 waren Konsorten TM mit dem Produzenten und Schlagzeuger Harald Salaun und Keyboarderin und Sängerin Angel Rice kurzfristig auf ein Quartett angewachsen und verabschiedeten sich mit Gitarren, analogen Instrumenten von der rein elektronischen Clubmusik.
Die EP Sonnenbahn erschien 2013 unter Pez Gartmayer & konsorten TM als Vorbote für das 2014 erscheinende Album auf Puppengold Records.

## Diskografie
Alben
- 2001 Disko 23 EP (EMI / Automatique Records)
- 2004 Paradies der Tiere (Selected Cuts from 97-04) (Stereoalpine)
- 2006 Wir und die anderen (Stereoalpine)
- 2013 Pez Gartmayer & konsorten TM – Sonnenbahn EP (Puppengold Records)

Singles/12"s
- 2002 Lang_auf 12" (Fabrique Records) feat. Remix by Christopher Just
- 2004 Trippin 12" (Stereoalpine) feat. Remix by DJ Rocca
- 2006 Wir und die anderen – Promosingle (Stereoalpine) feat. Remix by Kava